# برام فيشر
برام فيشر (بالإنجليزية: Bram Fischer)‏ هو محامي وسياسي جنوب أفريقي، ولد في 23 أبريل 1908 في بلومفونتين في جنوب أفريقيا، وتوفي بنفس المكان في 8 مايو 1975 بسبب سرطان. حزبياً، نشط في South African Communist Party ‏.